# Badenas
Badenas (aragonès) és un municipi de la comarca de Jiloca situat a la província de Terol (Aragó).
Està situada al Sistema Ibèric, al costat del riu Cámaras. En el nucli urbà destaca l'església parroquial de l'Assumpció, datada de 1958. Cal destacar també l'ajuntament, un edifici amb dues plantes que conserva una llotja amb tres arcs.

## Demografia
Evolució demogràfica de Badenas, des de 1996 a 2006.
| 1900 | ... | 1996 | 1998 | 1999 | 2000 | 2001 | 2002 | 2003 | 2004 | 2005 | 2006 |
| ---- | --- | ---- | ---- | ---- | ---- | ---- | ---- | ---- | ---- | ---- | ---- |
| 450  | ... | 25   | 25   | 24   | 24   | 21   | 20   | 17   | 19   | 21   | 30   |

## Festa local
Tercer cap de setmana d'agost, en honor de Sant Nicolau i Sant Agustí.

## Enllaços externs

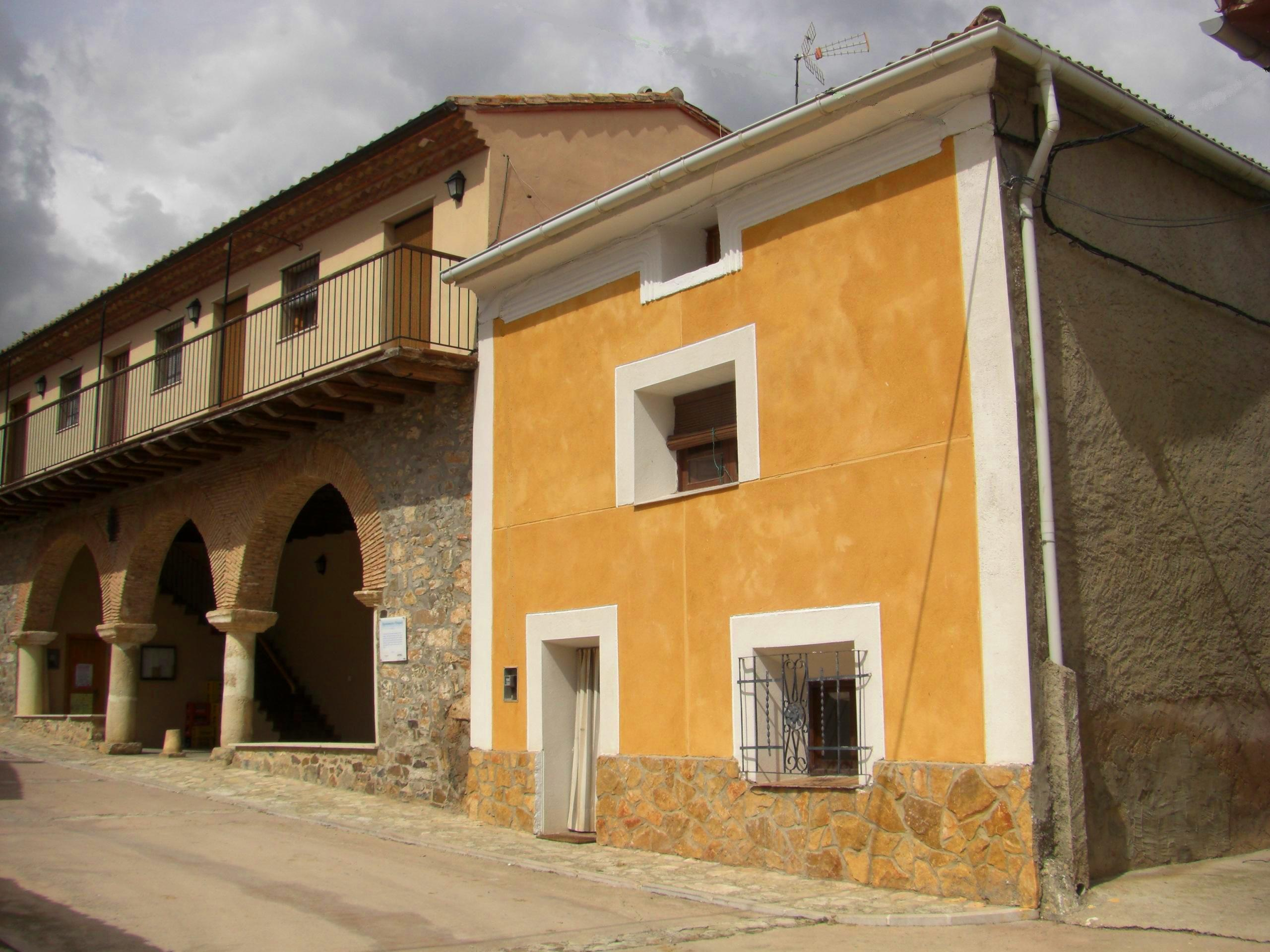
Batllia de Badenas
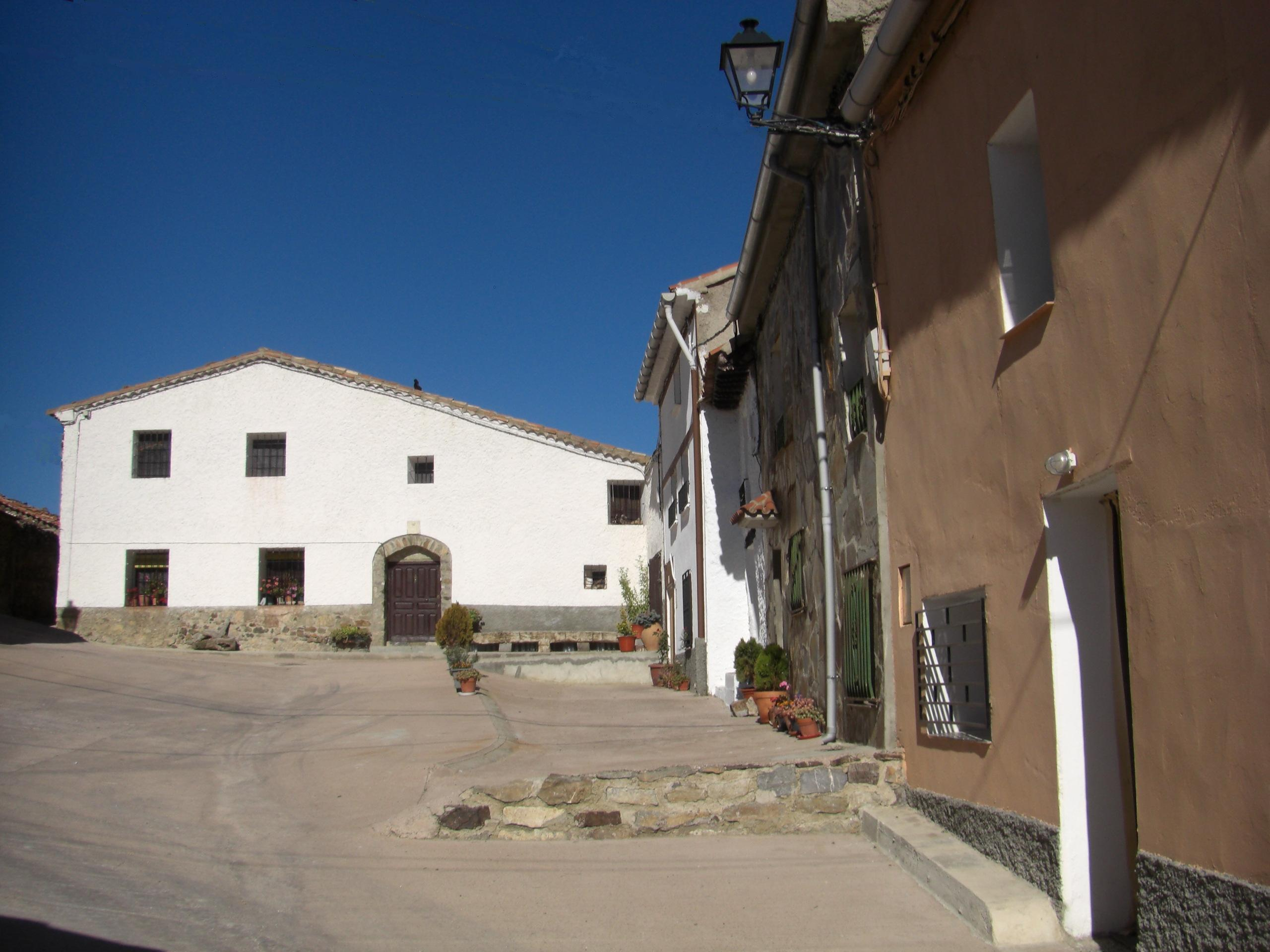
Barri Alt
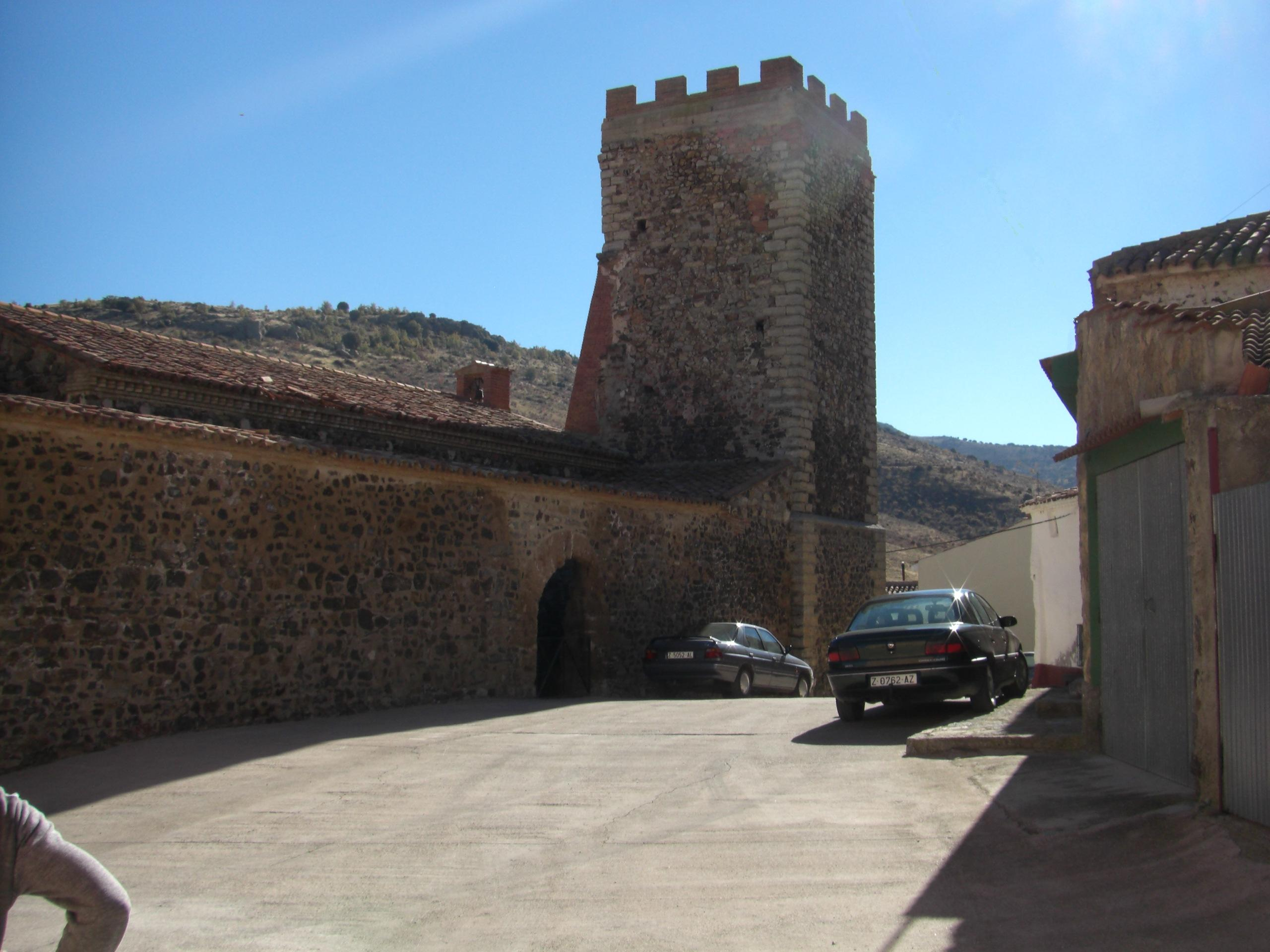
Restes de la torre de l'Església
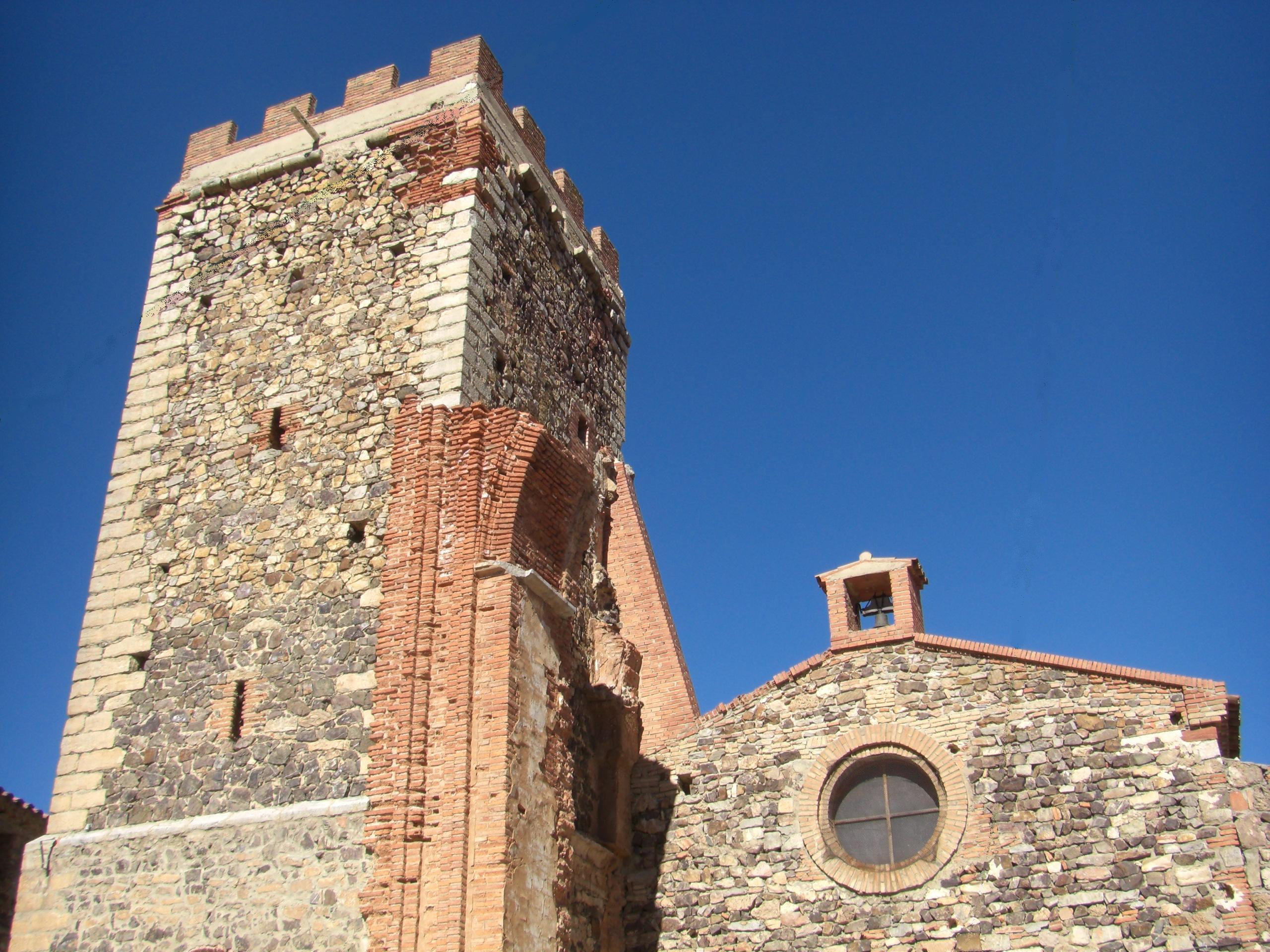
Frontal d'Església
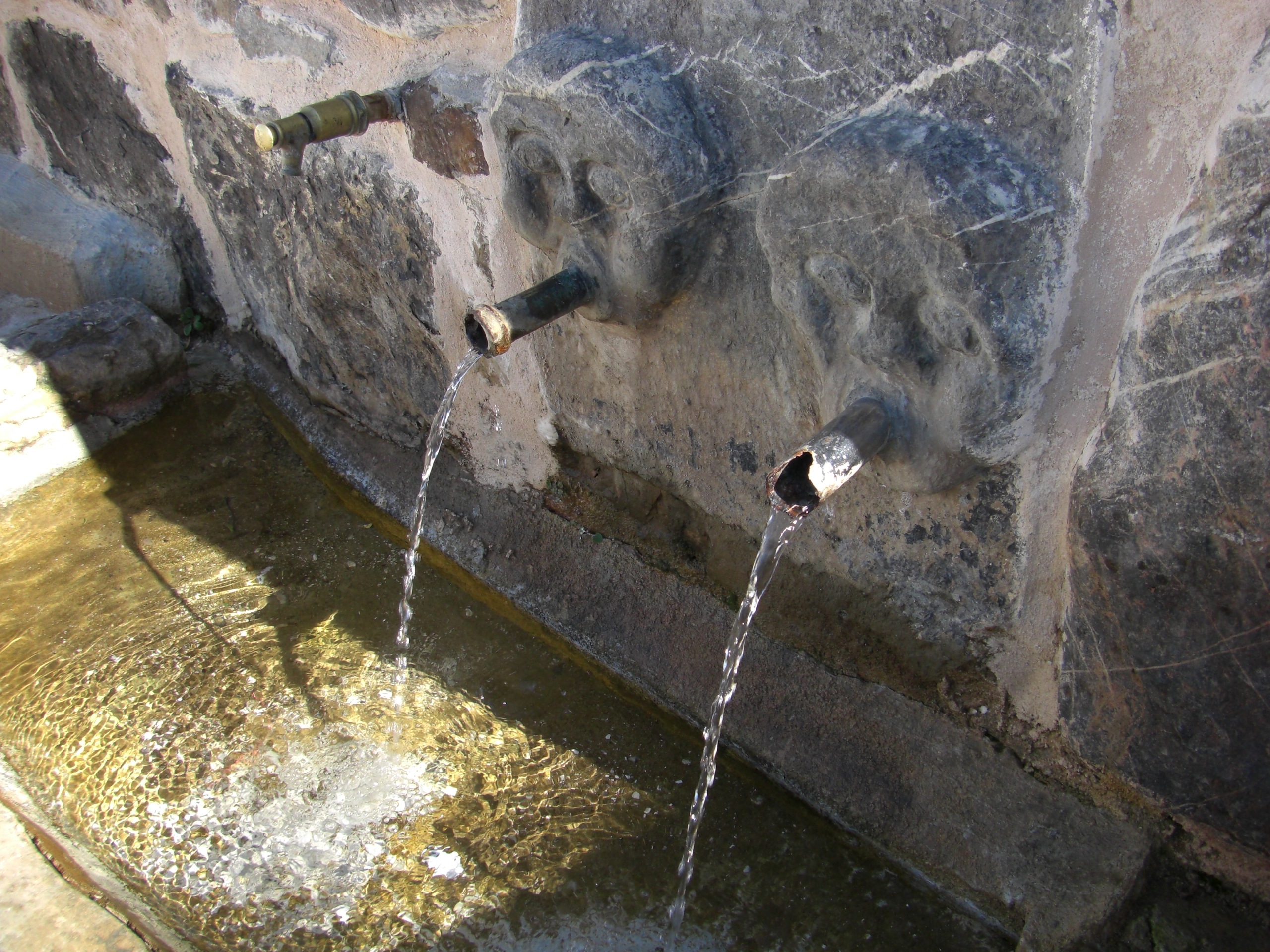
Font de Badenas
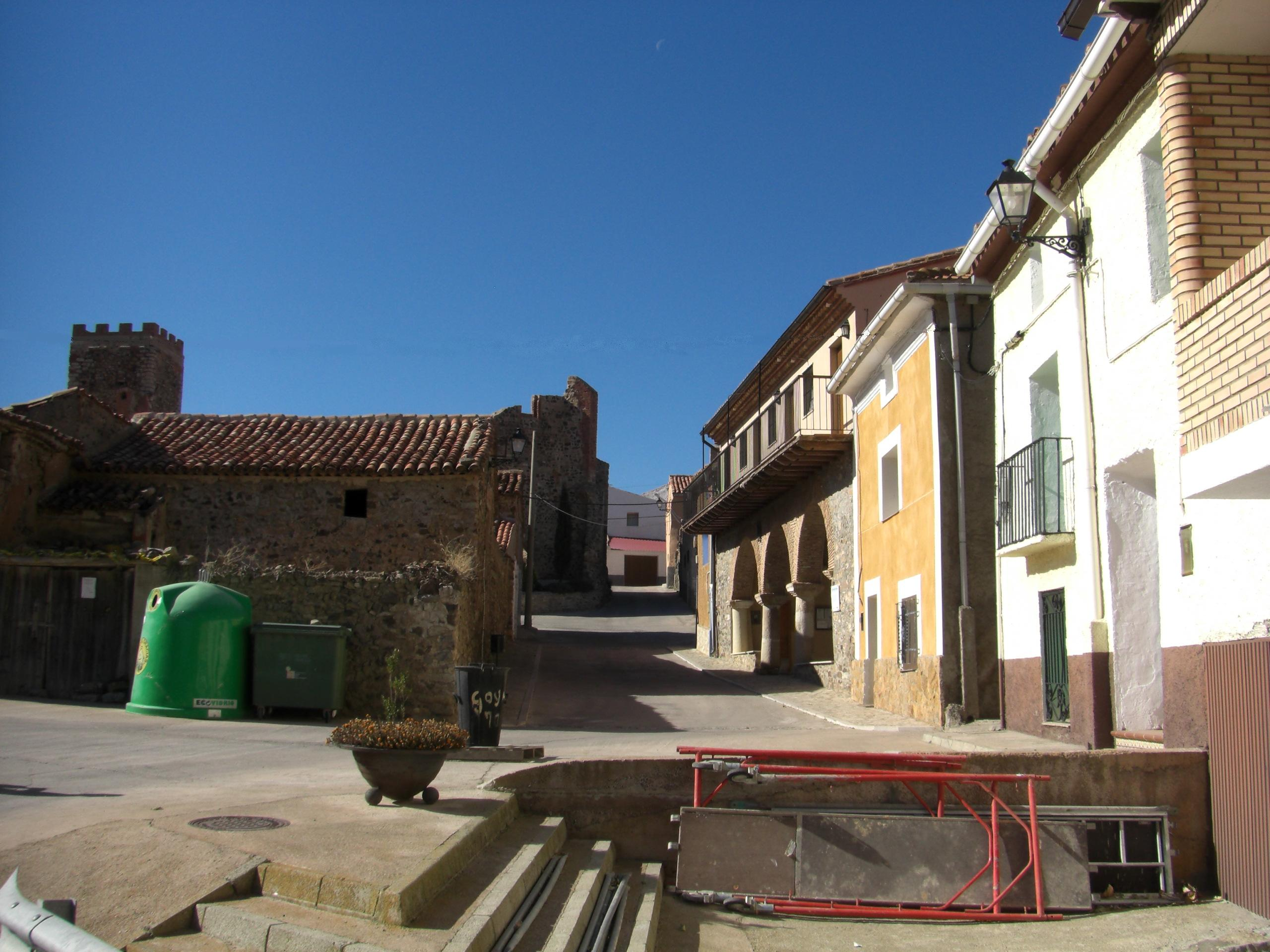
Carrer de l'Ajuntament
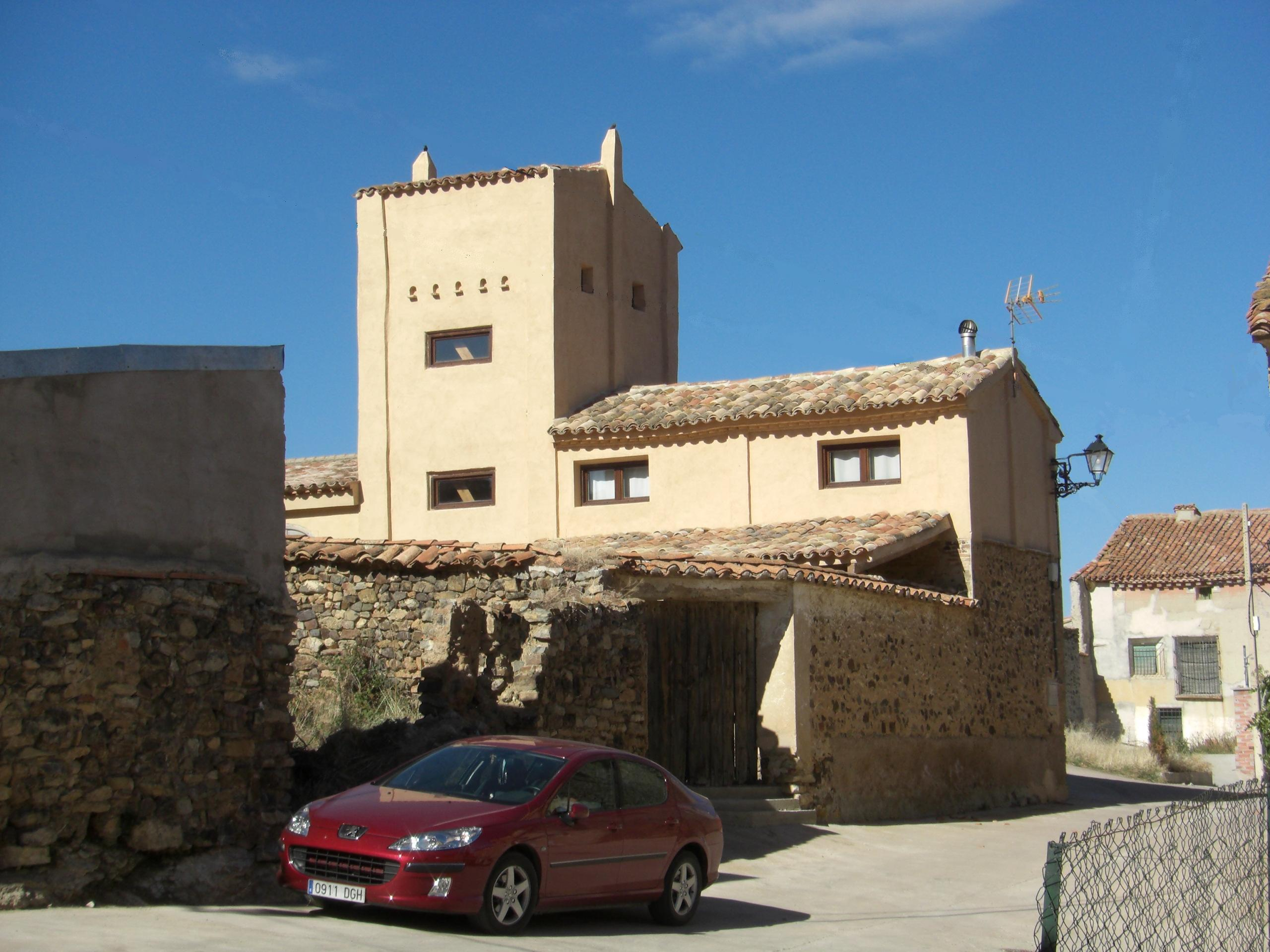
Antic palomar a Badenas
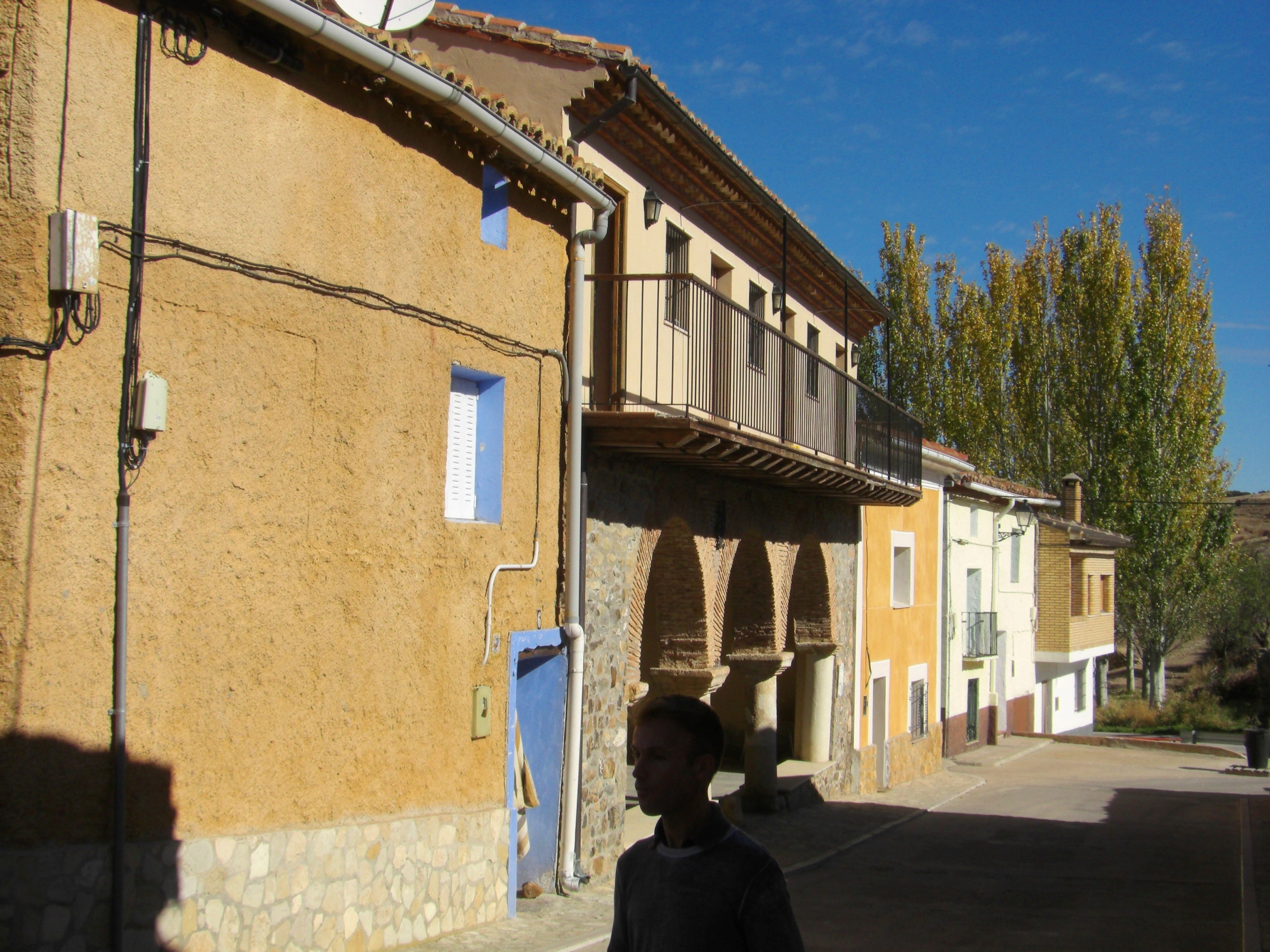
Vista de l'Ajuntament
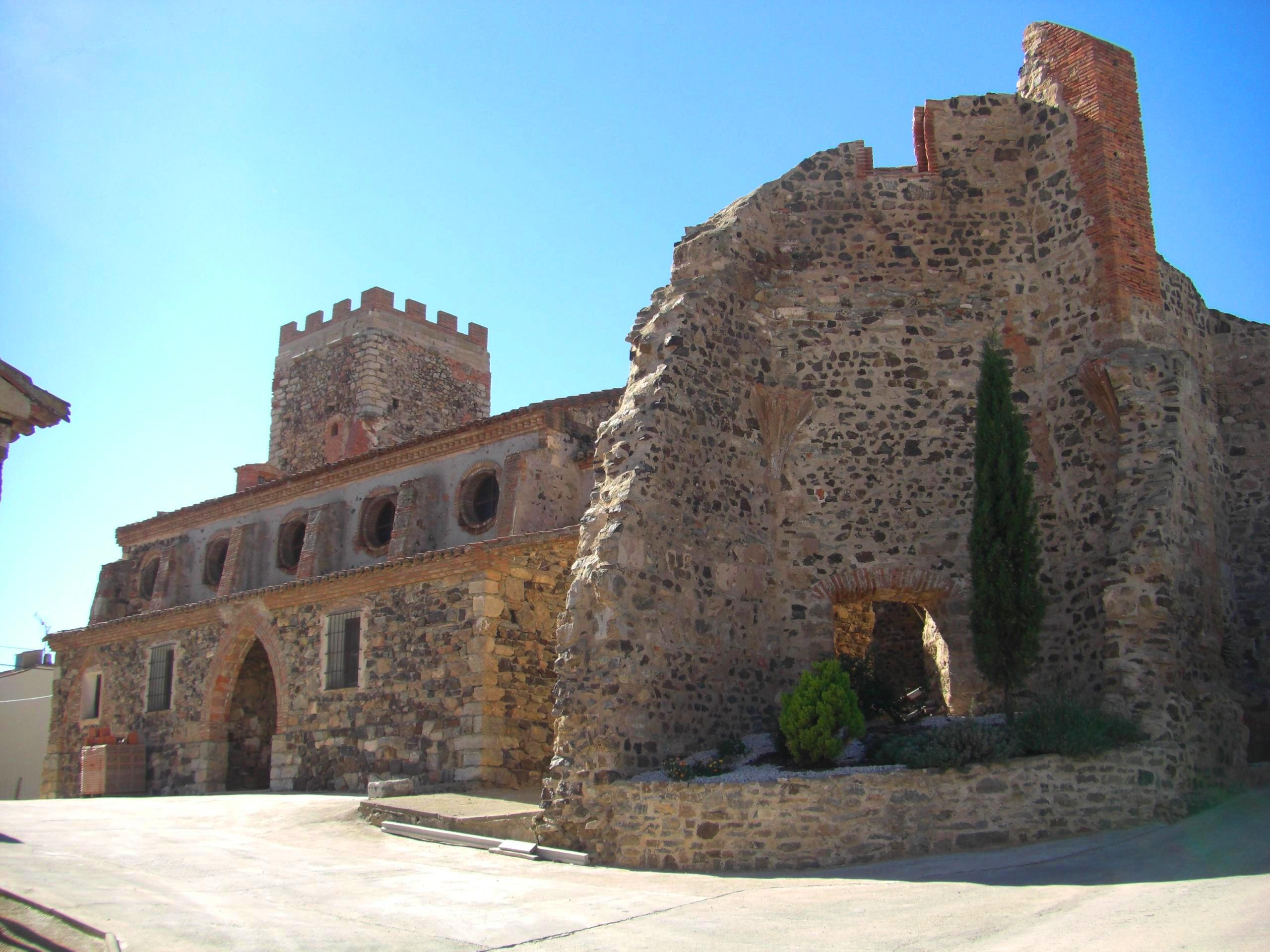
Restes de l'antiga església
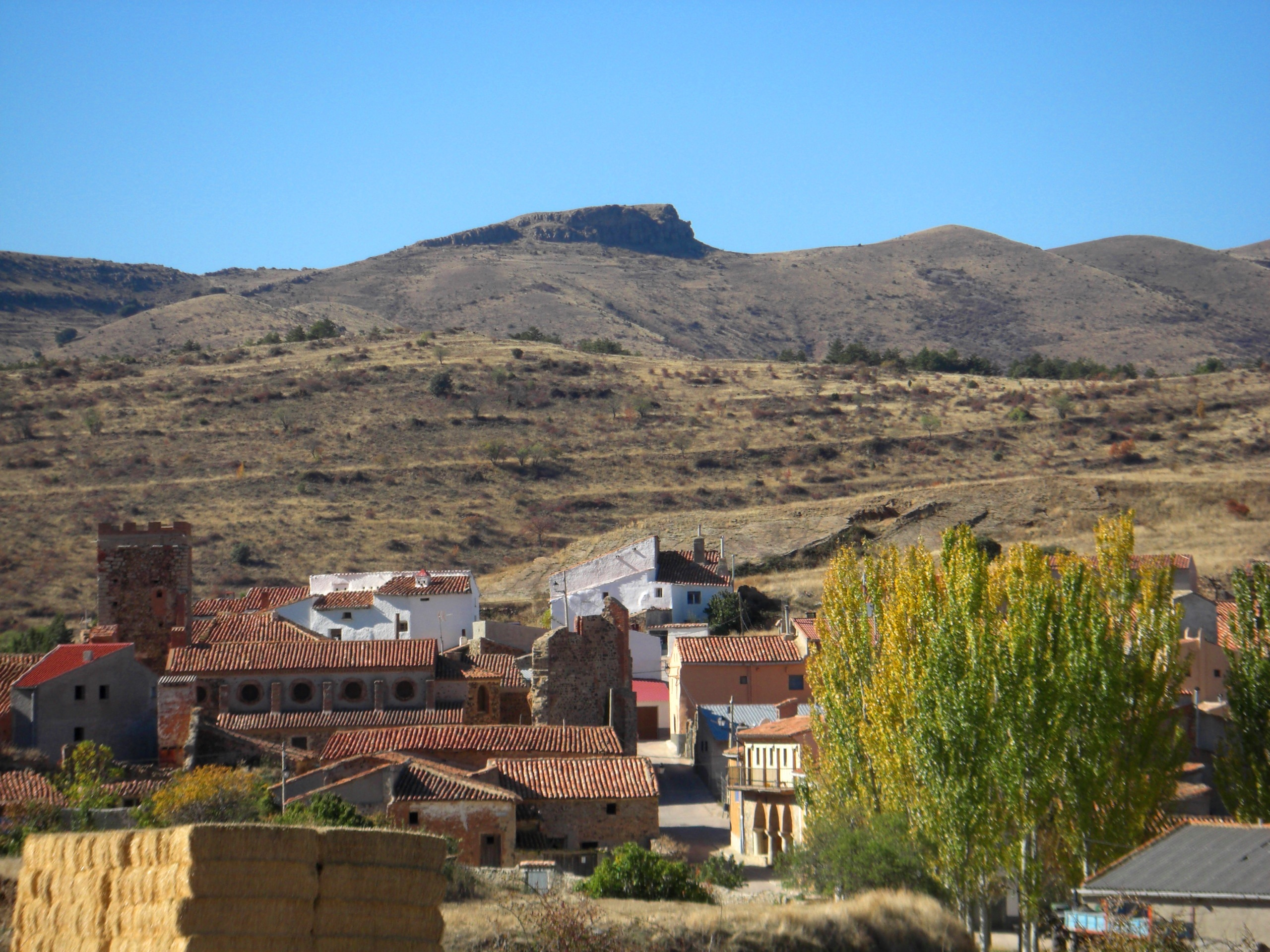
Badenas
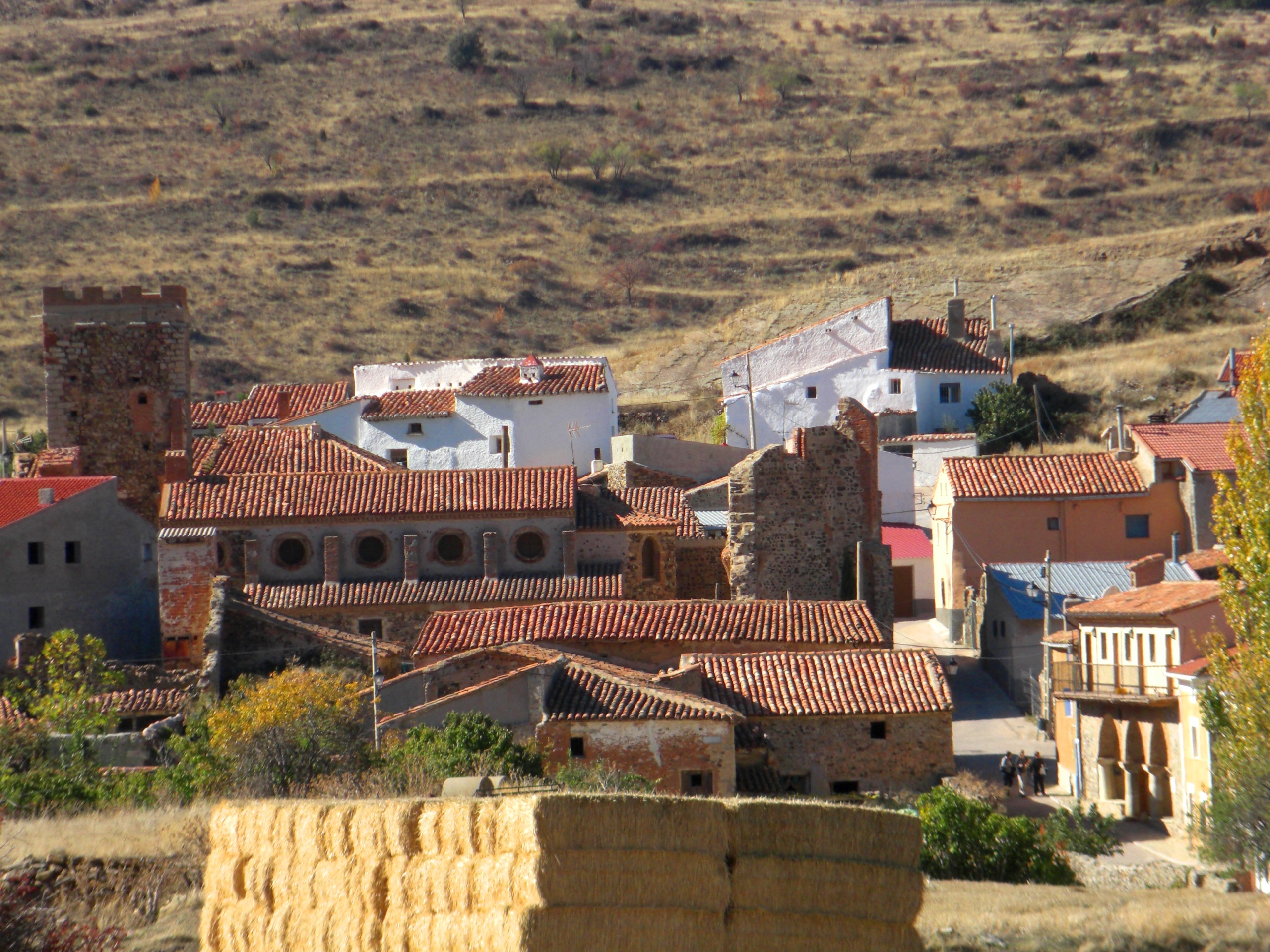
Badenas
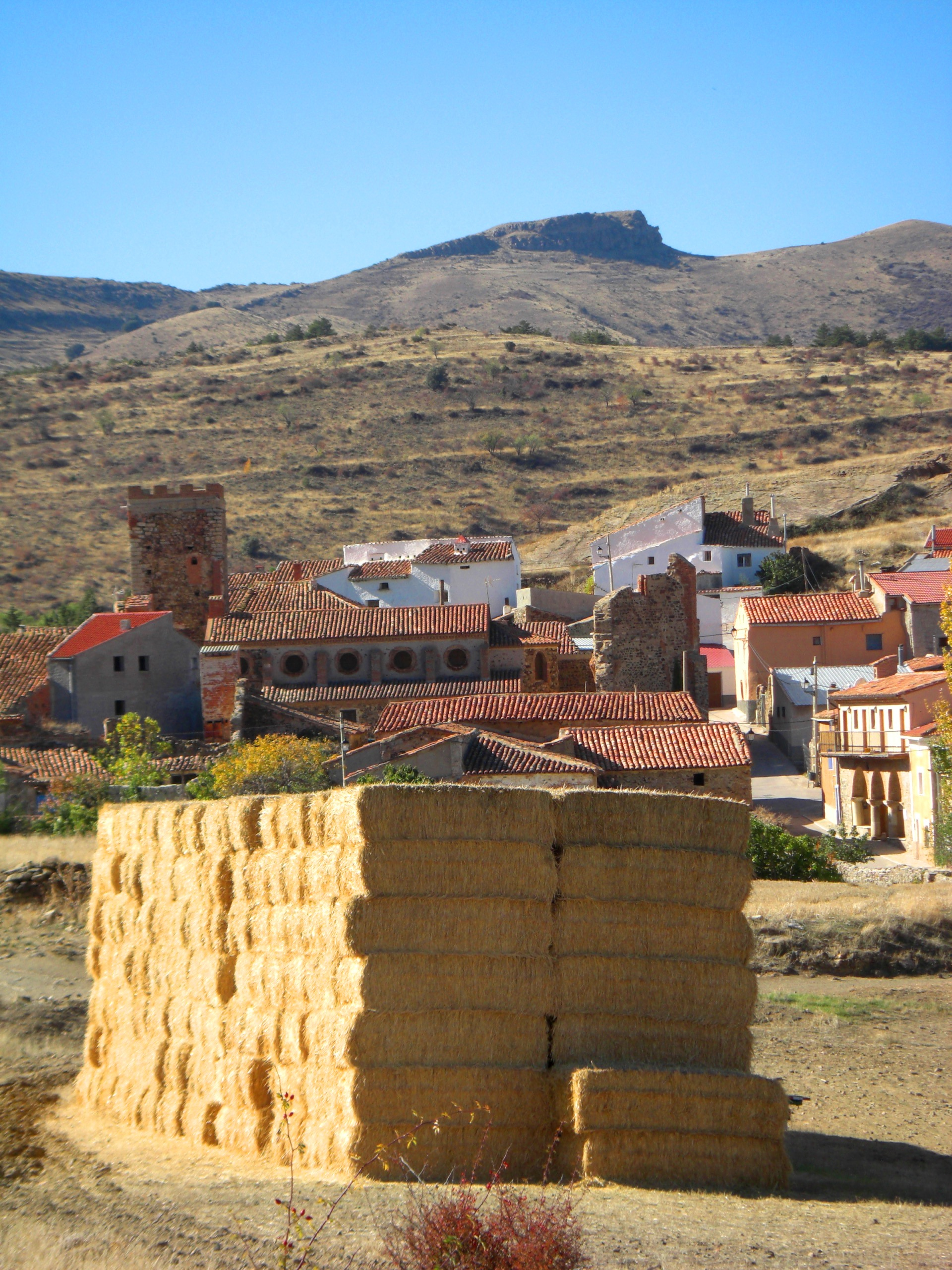
Badenas